# دانکل‌استخوان
دانکلوستئوس، (به انگلیسی: Dunkleosteus) یکی از ماهی‌های دورهٔ دونین می‌باشد که بین ۳۸۲ تا ۳۵۸ میلیون سال پیش می‌زیست.

## ویژگی‌ها

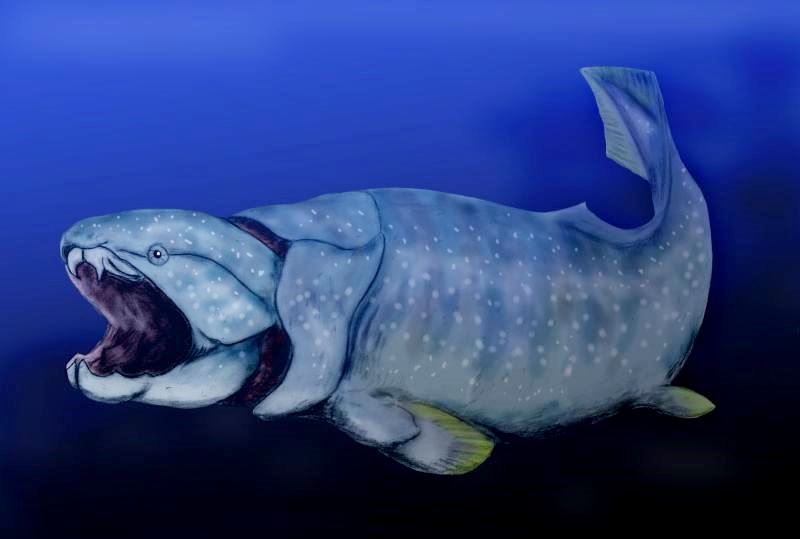

تا کنون حدود ۱۰ گونه از دانکل استخوان‌ها کشف شده است بزرگ‌ترین گونه حدود ۶ متر طول و ۱ تن وزن داشته است دانکل استخوان از خانواده ماهی‌های زره دار بود و احتمالاً بزرگ‌ترین نوع در میان آن‌ها بود این موجود دارای اسکلت استخوانی سنگینی بوده و به جای دندان یک سری صفحهٔ استخوانی تیز در دهانش قرار داشت قدرت گازگرفتن این جانور نیرویی در حدود ۵۰۰ کیلوگرم را وارد می‌کرد که به راحتی با آن می‌توانست گوشت قربانیان خودش را تکه‌تکه و استخوان‌هایشان را خرد کند فسیل‌های بیشماری از این جانور در آمریکای شمالی، لهستان، بلژیک و مراکش پیدا شده است.